# 한설야
한설야(韓雪野, 1900년 8월 3일 ~ 1976년 4월 6일)는 일제강점기의 소설가 겸 문학평론가이며 월북 이후에는 조선민주주의인민공화국의 작가 겸 정치인 등으로도 활동했다. 본명은 한병도(韓秉道)이며 함경남도 함흥 출신이다.

## 생애
함경남도 함흥에서 출생하였으며, 나중에 정치적으로 적이 되는 박헌영과 동기생으로 1915년 경성부의 경성제일고등보통학교에 입학하였다. 그러나 졸업은 고향인 함흥에 돌아와 전학을 한 함흥고등보통학교에서 하였다.
중화민국 대륙과 일본에서 유학한 뒤 1925년 이광수의 추천으로 《조선문단》에 첫 작품 〈그날 밤〉을 발표하며 문단에 데뷔했다. 1927년 카프 창립 초기부터 가담하여 계급문학의 이론적 확립과 그 문학적 실천에 앞장섰다. 1927년 《조선지광》에 발표된 〈그 전후〉와 〈뒷걸음질〉 등에 이르러서는 경향적 색채를 짙게 드러내 보이고 있으며, 당시 농촌의 현실인 빈궁문제를 직접적으로 다루면서 몰락해 가는 농촌사회를 묘사하고 있다. 한설야는 1934년 다른 카프 문인들과 일경에 의해 검거되는데, 이 시기를 맞이해 일대 전환의 모습을 보인다. 즉 그의 작업은 삶의 구체성에 대한 접근을 가능하게 하는 형상화에 집중된다. 이러한 결과로 나타나는 작품이 1936년에 발표된, 그의 대표작인 장편소설 《황혼》이다. 《황혼》에서는 당대 자본가의 삶과 노동자의 삶을 대조적으로 형상화시키고 있다. 카프 활동과 비밀 결사 활동으로 신건설사 사건 때 검거되는 등 일제강점기 동안 두 차례 투옥되었다.
광복 이후 북조선임시인민위원회 함경도 대표를 지냈고 북조선인민위원회 교육부장, 최고인민회의 대의원도 역임하는 등 북한을 대표하는 문인으로 정치적인 성공을 누렸다.
한국 전쟁 이후에도 조선문학가총동맹 위원장을 지내면서 임화, 김남천, 이태준 등 남로당 계열 문인들의 숙청을 주도한 뒤 최고인민회의 부위원장을 지내고 교육상과 인민상을 수상하고 1957년 9월에는 내각 교육,문화상에 임명되는 등 성공가도를 달렸으나, 1962년 《문학신문》에 연재하던 시조가 예고 없이 돌연 중단되면서 숙청되었다는 설이 나돌았다.
이 무렵 안막, 서만일, 신불출, 임선규, 현덕, 박팔양, 민병균 등 한설야와 가까운 예술인들도 대거 공식 석상에서 사라졌다. 조선로동당 선전선동부장 김창만이 공개 석상에서 서만일을 먼저 공격한 뒤, 한설야가 민병균에게 보낸 사적인 편지를 인용하면서 전면 비판을 가한 것으로 알려져 있다.
숙청설 이후 행적은 거의 드러난 바가 없으며, 전 재산을 몰수 당한 뒤 자강도의 노동교화소로 추방되었다가 1976년 사망했다는 설만 있다.
북한에서 완전히 흔적이 없어져버린 남로당 계열 작가들과는 달리, 1985년 《조선문학》에 예전 작품인 〈승냥이〉가 게재되었고 《황혼》이 《문학예술사전》(1993)에 등재되어 높은 평가를 받았으며, 북한 예술에서 중시하는 수령형상소설의 발기자로 인정을 받아 사후 복권을 얻은 상태이다. 유해 역시 애국렬사릉에 묻혀 있다.

## 같이 보기
- 조선프롤레타리아예술가동맹

## 참고 문헌
- 조영복 (2002년 9월 10일). 〈한설야 - 하나의 선택을 향해 달려간 북방인〉. 《월북 예술가, 오래 잊혀진 그들》. 서울: 돌베개. ISBN 978-89-7199-150-3.
- 조영복, (https://web.archive.org/web/20051204105951/http://nk.chosun.com/news/news.html?ACT=detail&res_id=4015&page=1 월북 지식인들의 행로 (4) 한설야) 《조선일보》 (2001.1.21)
- 김윤식, (https://web.archive.org/web/20160305021512/http://www.hani.co.kr/arti/BOOK/102868.html 김윤식 교수의 문학산책 - 한설야의 자부심의 근거) 《한겨레신문》 (2006.2.16)
- 《연합뉴스》 (2000.9.29) (http://www.hani.co.kr/section-003000000/2000/003000000200009290813054.html 보관됨 2005-05-06 - 웨이백 머신 월북작가 '한설야'의 복권 경위) (《한겨레신문》 재인용)
- 《글로벌 세계 대백과사전》

| 전임 백남운 | 제2대 조선민주주의인민공화국 교육상 1954년 1월 14일 ~ 1956년 1월 2일 | 후임 김창만 |

| 전임 허정숙 리일경(직무대리) | 제2대 조선민주주의인민공화국 교육문화상 1957년 8월 2일 ~ 1958년 9월 11일 | 후임 허정숙 |

| 전임 (초대) | 제1대 조선민주주의인민공화국 문화상 1960년 12월 27일 ~ 1961년 1월 21일 | 후임 박웅걸 |